# Bộ Chính trị Đảng Cộng sản Trung Quốc khóa XV

### Đại hội Đảng Cộng sản Trung Quốc lần thứ 15
| Đại hội Đảng Cộng sản Trung Quốc lần thứ 15 (1997) | Đại hội Đảng Cộng sản Trung Quốc lần thứ 15 (1997) | Đại hội Đảng Cộng sản Trung Quốc lần thứ 15 (1997)                                                        | Đại hội Đảng Cộng sản Trung Quốc lần thứ 15 (1997)  |
| Thứ tự                                             | Tên                                                | Chức vụ Đảng và Nhà nước                                                                                  | Ghi chú khác                                        |
| -------------------------------------------------- | -------------------------------------------------- | --- | --------------------------------------------------- |
| 1                                                  | Đinh Quan Căn                                      | Bí thư Trung ương Đảng Trưởng ban Tuyên truyền Trung ương Chủ nhiệm Ủy ban Văn Minh Trung ương Đảng       |                                                     |
| 2                                                  | Điền Kỷ Vân                                        | Phó Ủy viên trưởng Ủy ban Thường vụ Nhân Đại (Đại hội Đại biểu Nhân dân Toàn quốc)                        |                                                     |
| 3                                                  | Chu Dung Cơ                                        | Thủ tướng Quốc vụ Viện                                                                                    | Thành viên thứ 3 trong Ban Thường vụ Bộ Chính trị   |
| 4                                                  | Giang Trạch Dân                                    | Tổng bí thư Chủ tịch nước Chủ tịch Quân ủy Trung ương                                                     | Thành viên thứ một trong Ban Thường vụ Bộ Chính trị |
| 5                                                  | Lý Bằng                                            | Ủy viên trưởng Ủy ban thường vụ Nhân Đại                                                                  | Thành viên thứ 2 trong Ban Thường vụ Bộ Chính trị   |
| 6                                                  | Lý Trường Xuân                                     | Bí thư Tỉnh ủy Quảng Đông                                                                                 |                                                     |
| 7                                                  | Lý Lam Thanh                                       | Phó Thủ tướng thứ nhất Quốc vụ viện                                                                       | Thành viên thứ 7 trong Ban Thường vụ Bộ Chính trị   |
| 8                                                  | Lý Thiết Ánh                                       | Chủ tịch Viện Khoa học xã hội                                                                             |                                                     |
| 9                                                  | Lý Thụy Hoàn                                       | Chủ tịch Hội nghị Chính trị Hiệp thương Nhân dân                                                          | Thành viên thứ 4 trong Ban Thường vụ Bộ Chính trị   |
| 10                                                 | Ngô Bang Quốc                                      | Phó Thủ tướng thứ 2                                                                                       |                                                     |
| 11                                                 | Ngô Quan Chính                                     | Bí thư Tỉnh ủy Sơn Đông                                                                                   |                                                     |
| 12                                                 | Trì Hạo Điền                                       | Phó Chủ tịch Quân Ủy TW Ủy viên quốc vụ viện Bộ trưởng Bộ Quốc phòng                                      |                                                     |
| 13                                                 | Trương Vạn Niên                                    | Bí thư Trung ương Đảng Phó chủ tịch Quân Ủy TW                                                            |                                                     |
| 14                                                 | La Cán                                             | Bí thư Trung ương Đảng Ủy viên Quốc vụ viện kiêm Bí thư Chánh Pháp Trung ương                             |                                                     |
| 15                                                 | Hồ Cẩm Đào                                         | Phó Chủ tịch nước Phó chủ tịch Quân ủy Trung ương Đảng Bí thư thứ 1 ban bí thư Hiệu Trưởng trường Đảng TW | Thành viên thứ 5 trong Ban Thường vụ Bộ Chính trị   |
| 16                                                 | Giang Xuân Vân                                     | Phó Ủy viên Trưởng Ủy ban Thường vụ Nhân Đại                                                              |                                                     |
| 17                                                 | Giả Khánh Lâm                                      | Bí thư Thị ủy Bắc Kinh                                                                                    |                                                     |
| 18                                                 | Tiền Kỳ Sâm                                        | Phó Thủ tướng thứ 3 Ngoại Trưởng                                                                          |                                                     |
| 19                                                 | Hoàng Cúc                                          | Bí thư Thượng Hải kiêm Thị trưởng Thượng Hải.                                                             |                                                     |
| 20                                                 | Úy Kiện Hành                                       | Bí thư Ủy ban Kiểm tra Trung ương                                                                         | Thành viên thứ 6 trong Ban Thường vụ Bộ Chính trị   |
| 21                                                 | Ôn Gia Bảo                                         | Bí thư Trung ương Đảng Phó Thủ tướng thứ 4 Chánh Văn phòng Trung ương Đảng                                |                                                     |
| 22                                                 | Tạ Phi                                             | Phó Ủy viên trưởng Ủy ban Thường vụ Nhân Đại                                                              | Mất tháng 10 /1999 khi đang tại nhiệm               |
| Ủy viên Dự khuyết                                  |                                                    | |                                                     |
| Thứ tự                                             | Tên                                                | Chức vụ Đảng và Nhà nước                                                                                  | Ghi chú khác                                        |
| 1                                                  | Tăng Khánh Hồng                                    | Bí thư Trung ương Đảng,Trưởng ban Tổ chức Trung ương                                                      |                                                     |
| 2                                                  | Ngô Nghi                                           | Ủy viên Quốc vụ                                                                                           | (nữ)                                                |